# Sympycnus miricornis
Sympycnus miricornis är en tvåvingeart som beskrevs av Octave Parent 1932. Sympycnus miricornis ingår i släktet Sympycnus och familjen styltflugor. Inga underarter finns listade i Catalogue of Life.